# Tischberg
Tischberg (česky doslova stolová hora) je rakouská hora, s výškou 1063 m n. m. čtvrtá nejvyšší v celých Novohradských horách. Jedná se o nejvyšší horu okresu Gmünd a celého dolnorakouského regionu Waldviertel.
Leží 2,5 km východně od českého Pohoří na Šumavě, 2,5 km severozápadně od rakouské obce Karlstift, kterou prochází hlavní evropské rozvodí Labe-Dunaj, a 5 km východně od Kamence, který je jejím mateřským vrcholem.